# Agapetus gorgitensis
Agapetus gorgitensis är en nattsländeart som beskrevs av Füsun Sipahiler 1996. Agapetus gorgitensis ingår i släktet Agapetus och familjen stenhusnattsländor. Inga underarter finns listade i Catalogue of Life.